# Toy-Viam
Toy-Viam is een gemeente in het Franse departement Corrèze (regio Nouvelle-Aquitaine) en telt 32 inwoners (2009). De plaats maakt deel uit van het arrondissement Ussel.

## Geografie
De oppervlakte van Toy-Viam bedraagt 9,3 km², de bevolkingsdichtheid is dus 3,4 inwoners per km².
De onderstaande kaart toont de ligging van Toy-Viam met de belangrijkste infrastructuur en aangrenzende gemeenten.

## Demografie
Onderstaande figuur toont het verloop van het inwonertal (bron: INSEE-tellingen).